# روجر ولكوت ريتشاردسون
روجر ولكوت ريتشاردسون (بالإنجليزية: Roger Wolcott Richardson)‏ هو رياضياتي أسترالي وأمريكي، ولد في 30 مايو 1930، وتوفي في 15 يونيو 1993.